# Ligue 1 de 2009–10
A Ligue 1 de 2009–10 foi a 72ª edição do Campeonato Francês de Futebol. Teve como campeão o Olympique de Marseille, pela nona vez.

## Promovidos e Rebaixados
| Pos. | Rebaixados da Ligue 1 |
| ---- | --------------------- |
| 18º  | Caen                  |
| 19º  | Nantes                |
| 20º  | Le Havre              |

| Pos. | Promovidos da Ligue 2 |
| ---- | --------------------- |
| 1º   | Lens                  |
| 2º   | Montpellier           |
| 3°   | US Boulogne           |

## Regulamento
A Ligue 1 é disputada por 20 clubes em 2 turnos. Em cada turno, todos os times jogam entre si uma única vez. Os jogos do segundo turno serão realizados na mesma ordem no primeiro, apenas com o mando de campo invertido. Não há campeões por turnos, sendo declarado campeão o time que obtiver o maior número de pontos após as 38 rodadas e rebaixados os três com menor número de pontos.
O campeonato dá três vagas à Liga dos Campeões da UEFA e uma à Liga Europa da UEFA.

### Critérios de desempate
Caso haja empate de pontos entre dois clubes, os critérios de desempates serão aplicados na seguinte ordem:
1. Saldo de gols
2. Gols marcados
3. Confronto direto

## Televisão
Após o título da Copa do Mundo de 1998 e do Euro de 2000 conquistados pela Seleção Francesa, aumentou ainda mais a divugação do futebol local, principalmente o campeonato.
A TV5MONDE detêm os direitos de transmissão no exterior (fora da França).

### Na França
Esse é um dos poucos campeonatos no Continente Europeu em que os jogos são transmitidos pela TV aberta. A Canal+ transmitirá até a temporada 2011/2012.
Na TV a cabo, é transmitido pela empresa de comunicações Orange pelo sistema de IPTV, sistema muito usado em alguns países.

### No Brasil
No Brasil, além da TV5MONDE, a Rede Globo transmite há algum tempo apenas pelo sistema de TV a cabo pelo canal SporTV.
Até hoje, nunca foi transmitido pela TV aberta.

## Participantes
| Clube                  | Cidade               | Estádio                | Capacidade |
| ---------------------- | -------------------- | ---------------------- | ---------- |
| Auxerre                | Auxerre              | L'Abbé-Deschamps       | 23.467     |
| Bordeaux               | Bordéus              | Jacques C-Delmas       | 35.200     |
| US Boulogne            | Boulogne             | Stade de la Libération | 7.300      |
| Grenoble               | Grenoble             | Des Alpes              | 20.068     |
| Le Mans                | Le Mans              | Léon-Bollée            | 17.500     |
| Lens                   | Lens                 | Félix Bollaert         | 41.809     |
| Lille                  | Lille                | Lille-Metropole        | 18.185     |
| Lorient                | Lorient              | du Moustoir            | 16.910     |
| Lyon                   | Lyon                 | Gerland                | 41.044     |
| Olympique de Marseille | Marselha             | Vélodrome              | 60.031     |
| Monaco                 | Principado do Mônaco | Louis II               | 18.521     |
| Montpellier            | Montpellier          | Stade de la Mosson     | 32.025     |
| Nancy                  | Nancy                | Marcel Picot           | 20.085     |
| Nice                   | Nice                 | Stade du Ray           | 18.696     |
| Paris Saint-Germain    | París                | Parc des Princes       | 48.712     |
| Rennes                 | Rennes               | Route de Lorient       | 31.127     |
| Saint-Etienne          | Saint-Etienne        | Geoffroy-Guichard      | 35.616     |
| Sochaux                | Montbéliard          | Auguste Bonal          | 25.200     |
| Toulouse               | Toulouse             | Municipal de Toulouse  | 35.472     |
| Valenciennes           | Valenciennes         | Stade Nungesser        | 16.547     |

## Classificação
| Pos | Equipes                | Pts | J  | V  | E  | D  | GM | GS | SG  | Classificação ou rebaixamento                                     |
| --- | ---------------------- | --- | -- | -- | -- | -- | -- | -- | --- | ----------------------------------------------------------------- |
| 1   | Olympique de Marseille | 78  | 38 | 23 | 9  | 6  | 69 | 36 | +33 | Fase de grupos da Liga dos Campeões da UEFA de 2010–11            |
| 2   | Lyon                   | 72  | 38 | 20 | 12 | 6  | 64 | 38 | +26 | Fase de grupos da Liga dos Campeões da UEFA de 2010–11            |
| 3   | Auxerre                | 71  | 38 | 20 | 11 | 7  | 42 | 29 | +13 | Terceira pré-eliminatória da Liga dos Campeões da UEFA de 2010–11 |
| 4   | Lille                  | 70  | 38 | 21 | 7  | 10 | 72 | 40 | +32 | Play-off da Liga Europa da UEFA de 2010–11                        |
| 5   | Montpellier            | 69  | 38 | 20 | 9  | 9  | 50 | 40 | +10 | Terceira pré-eliminatória da Liga Europa da UEFA de 2010–11       |
| 6   | Bordeaux               | 64  | 38 | 19 | 7  | 12 | 58 | 40 | +18 |                                                                   |
| 7   | Lorient                | 58  | 38 | 16 | 10 | 12 | 54 | 42 | +12 |                                                                   |
| 8   | Monaco                 | 55  | 38 | 15 | 10 | 13 | 39 | 45 | –6  |                                                                   |
| 9   | Rennes                 | 53  | 38 | 14 | 11 | 13 | 52 | 41 | +11 |                                                                   |
| 10  | Valenciennes           | 52  | 38 | 14 | 10 | 14 | 50 | 50 | 0   |                                                                   |
| 11  | Lens                   | 48  | 38 | 12 | 12 | 14 | 40 | 44 | –4  |                                                                   |
| 12  | Nancy                  | 48  | 38 | 13 | 9  | 16 | 46 | 53 | –7  |                                                                   |
| 13  | Paris Saint-Germain    | 47  | 38 | 12 | 11 | 15 | 50 | 46 | +4  | Play-off da Liga Europa da UEFA de 2010–11                        |
| 14  | Toulouse               | 47  | 38 | 12 | 11 | 15 | 36 | 36 | 0   |                                                                   |
| 15  | Nice                   | 44  | 38 | 11 | 11 | 16 | 41 | 57 | –16 |                                                                   |
| 16  | Sochaux                | 41  | 38 | 11 | 8  | 19 | 28 | 52 | –24 |                                                                   |
| 17  | Saint-Étienne          | 40  | 38 | 10 | 10 | 18 | 27 | 45 | –18 |                                                                   |
| 18  | Le Mans                | 32  | 38 | 8  | 8  | 21 | 36 | 59 | –24 | Zona de rebaixamento à Ligue 2                                    |
| 19  | US Boulogne            | 31  | 38 | 7  | 10 | 21 | 31 | 59 | –31 | Zona de rebaixamento à Ligue 2                                    |
| 20  | Grenoble               | 23  | 38 | 5  | 8  | 25 | 31 | 61 | –30 | Zona de rebaixamento à Ligue 2                                    |

## Premiação
| Ligue 1 de 2009–10               |
| -------------------------------- |
| OLYMPIQUE DE MARSEILLE 9° titulo |

## Confrontos
|                     | AUX | BOR | BOU | GRE | MFC | RCL | LIL | LOR | LYO | OM  | ASM | MHS | NAL | NIC | PSG | REN | STE | SOC | TFC | VAL |
| ------------------- | --- | --- | --- | --- | --- | --- | --- | --- | --- | --- | --- | --- | --- | --- | --- | --- | --- | --- | --- | --- |
| Auxerre             | —   | 1–0 | 0–0 | 2–0 | 2–1 | 0–0 | 3–2 | 4–1 | 0–3 | 0–0 | 2–0 | 2–1 | 1–3 | 2–0 | 1–1 | 1–0 | 1–0 | 0–1 | 1–1 | 1–0 |
| Bordeaux            | 1–2 | —   | 0–0 | 1–0 | 3–0 | 4–1 | 3–1 | 4–4 | 2–2 | 1–1 | 1–0 | 1–1 | 1–2 | 4–0 | 1–0 | 1–0 | 3–1 | 2–0 | 1–0 | 0–1 |
| Boulogne            | 0–0 | 0–2 | —   | 2–1 | 1–3 | 2–1 | 2–3 | 2–0 | 0–0 | 1–2 | 1–3 | 0–2 | 1–2 | 3–3 | 2–5 | 1–0 | 0–1 | 0–0 | 1–1 | 0–2 |
| Grenoble            | 5–0 | 1–3 | 2–0 | —   | 1–1 | 1–2 | 0–2 | 1–2 | 1–1 | 0–2 | 0–0 | 2–3 | 1–2 | 1–1 | 4–0 | 0–4 | 1–2 | 2–2 | 1–0 | 0–1 |
| Le Mans             | 0–1 | 2–1 | 1–1 | 1–0 | —   | 3–0 | 1–2 | 0–3 | 2–2 | 1–2 | 1–1 | 2–2 | 2–1 | 0–1 | 1–0 | 1–3 | 1–1 | 0–1 | 1–3 | 2–1 |
| Lens                | 2–0 | 4–3 | 3–0 | 1–1 | 2–1 | —   | 1–1 | 1–1 | 0–2 | 1–0 | 3–0 | 0–1 | 2–1 | 2–0 | 1–1 | 2–2 | 1–0 | 0–0 | 0–2 | 1–1 |
| Lille               | 1–2 | 2–0 | 3–1 | 1–0 | 3–0 | 1–0 | —   | 1–2 | 4–3 | 3–2 | 4–0 | 4–1 | 3–1 | 1–1 | 3–1 | 0–0 | 4–0 | 1–0 | 1–1 | 4–0 |
| Lorient             | 0–0 | 1–0 | 5–0 | 2–2 | 1–0 | 1–0 | 2–1 | —   | 1–3 | 1–2 | 2–2 | 2–2 | 3–1 | 4–1 | 1–1 | 1–1 | 4–0 | 1–0 | 1–1 | 3–2 |
| Lyon                | 2–1 | 0–1 | 2–0 | 2–0 | 2–0 | 1–0 | 1–1 | 1–0 | —   | 5–5 | 3–0 | 1–2 | 3–1 | 2–0 | 2–1 | 1–1 | 1–1 | 0–2 | 2–1 | 1–0 |
| Olymp. Marseille    | 0–2 | 0–0 | 2–0 | 2–0 | 2–1 | 1–0 | 1–0 | 1–1 | 2–1 | —   | 1–2 | 4–2 | 3–1 | 4–1 | 1–0 | 3–1 | 1–0 | 3–0 | 1–1 | 5–1 |
| Monaco              | 0–0 | 0–0 | 1–0 | 0–0 | 1–1 | 2–0 | 0–4 | 2–0 | 1–1 | 1–2 | —   | 4–0 | 2–1 | 3–2 | 2–0 | 1–0 | 1–2 | 2–0 | 1–0 | 2–1 |
| Montpellier         | 1–1 | 0–1 | 1–0 | 1–0 | 2–1 | 1–0 | 2–0 | 2–1 | 0–1 | 2–0 | 0–0 | —   | 0–2 | 1–0 | 1–1 | 3–1 | 2–1 | 2–0 | 1–1 | 2–1 |
| Nancy               | 0–1 | 0–3 | 1–3 | 0–2 | 3–2 | 5–1 | 0–4 | 1–0 | 0–2 | 0–3 | 4–0 | 0–0 | —   | 2–0 | 0–0 | 1–2 | 0–1 | 2–1 | 0–0 | 1–1 |
| Nice                | 0–1 | 1–1 | 2–2 | 2–1 | 1–0 | 0–0 | 1–1 | 1–0 | 4–1 | 1–3 | 1–3 | 1–1 | 2–3 | —   | 1–0 | 1–1 | 1–1 | 0–0 | 1–0 | 3–2 |
| Paris Saint-Germain | 1–0 | 3–1 | 3–0 | 4–0 | 3–1 | 1–1 | 3–0 | 0–3 | 1–1 | 0–3 | 0–1 | 1–3 | 1–1 | 0–1 | —   | 1–1 | 3–0 | 4–1 | 1–0 | 2–2 |
| Rennes              | 0–1 | 4–2 | 3–0 | 4–0 | 2–1 | 1–1 | 1–2 | 1–0 | 1–2 | 1–1 | 1–0 | 3–0 | 0–0 | 2–2 | 1–0 | —   | 1–0 | 1–2 | 4–1 | 0–3 |
| Saint-Étienne       | 1–1 | 3–1 | 0–1 | 1–0 | 2–0 | 1–4 | 1–1 | 0–2 | 0–1 | 0–0 | 3–0 | 1–0 | 0–0 | 0–2 | 0–0 | 0–0 | —   | 0–0 | 0–1 | 0–2 |
| Sochaux             | 1–2 | 2–3 | 0–3 | 1–0 | 1–0 | 1–2 | 2–1 | 1–0 | 0–4 | 0–1 | 1–0 | 0–1 | 1–1 | 1–0 | 1–4 | 2–0 | 0–2 | —   | 1–0 | 2–5 |
| Toulouse            | 0–3 | 1–2 | 1–0 | 4–0 | 2–0 | 1–0 | 0–2 | 0–1 | 0–0 | 1–1 | 0–0 | 0–1 | 0–0 | 0–2 | 1–0 | 3–2 | 3–1 | 2–0 | —   | 0–1 |
| Valenciennes        | 0–0 | 2–0 | 1–1 | 2–0 | 0–1 | 0–0 | 1–0 | 0–0 | 2–2 | 3–2 | 3–1 | 1–1 | 1–3 | 2–1 | 2–3 | 0–2 | 1–0 | 1–1 | 1–3 | —   |

| Vitória do mandante; Vitória do visitante; Empate. | Em negrito os jogos "clássicos". |

## Desempenho
Clubes que lideraram o campeonato ao final de cada rodada:
| Rodadas | Rodadas | Rodadas | Rodadas | Rodadas | Rodadas | Rodadas | Rodadas | Rodadas | Rodadas | Rodadas | Rodadas | Rodadas | Rodadas | Rodadas | Rodadas | Rodadas | Rodadas | Rodadas | Rodadas | Rodadas | Rodadas | Rodadas | Rodadas | Rodadas | Rodadas | Rodadas | Rodadas | Rodadas | Rodadas | Rodadas | Rodadas | Rodadas | Rodadas | Rodadas | Rodadas | Rodadas | Rodadas |
| ------- | ------- | ------- | ------- | ------- | ------- | ------- | ------- | ------- | ------- | ------- | ------- | ------- | ------- | ------- | ------- | ------- | ------- | ------- | ------- | ------- | ------- | ------- | ------- | ------- | ------- | ------- | ------- | ------- | ------- | ------- | ------- | ------- | ------- | ------- | ------- | ------- | ------- |
| 1       | 2       | 3       | 4       | 5       | 6       | 7       | 8       | 9       | 10      | 11      | 12      | 13      | 14      | 15      | 16      | 17      | 18      | 19      | 20      | 21      | 22      | 23      | 24      | 25      | 26      | 27      | 28      | 29      | 30      | 31      | 32      | 33      | 34      | 35      | 36      | 37      | 38      |
| BOR     | NAN     | BOR     | BOR     | BOR     | BOR     | BOR     | LYO     | LYO     | BOR     | BOR     | BOR     | BOR     | OM      | BOR     | BOR     | BOR     | BOR     | BOR     | BOR     | BOR     | BOR     | BOR     | BOR     | BOR     | OM      | OM      | OM      | OM      | OM      | OM      | OM      | OM      | OM      | OM      | OM      | OM      | OM      |

## Estatísticas
| Pos. | Jogador           | Equipe                 | Gols |
| ---- | ----------------- | ---------------------- | ---- |
| 1    | Mamadou Niang     | Olympique de Marseille | 18   |
| 2    | Kevin Gameiro     | Lorient                | 17   |
| 3    | Mevlüt Erdinç     | Paris Saint-Germain    | 15   |
| 3    | Lisandro López    | Lyon                   | 15   |
| 5    | Ireneusz Jeleń    | Auxerre                | 14   |
| 5    | Loïc Rémy         | Nice                   | 14   |
| 5    | Nenê              | Monaco                 | 14   |
| 8    | Gervinho          | Lille                  | 13   |
| 8    | Pierre-Alain Frau | Lille                  | 13   |
| 8    | Asamoah Gyan      | Rennes                 | 13   |
| 8    | Yohan Cabaye      | Lille                  | 13   |
| 12   | Víctor Montaño    | Montpellier            | 11   |
| 12   | Youssouf Hadji    | Nancy                  | 11   |
| 12   | Wendel            | Bordeaux               | 11   |

| Pos. | Jogador              | Equipe                 | Assists. |
| ---- | -------------------- | ---------------------- | -------- |
| 1    | Lucho González       | Olympique de Marseille | 11       |
| 2    | Fahid Ben Khalfallah | Valenciennes           | 10       |
| 2    | Marama Vahirua       | Lorient                | 10       |
| 4    | Daniel Niculae       | Auxerre                | 9        |
| 5    | Jimmy Briand         | Rennes                 | 8        |
| 5    | Christophe Jallet    | Paris Saint-Germain    | 8        |
| 5    | Eden Hazard          | Lille                  | 8        |
| 5    | Julien Féret         | Nancy                  | 8        |
| 9    | Anthony Mounier      | Nice                   | 7        |
| 9    | Benoît Trémoulinas   | Bordeaux               | 7        |
| 9    | Miralem Pjanić       | Lyon                   | 7        |
| 9    | Yohan Cabaye         | Lille                  | 7        |
| 9    | Yoann Gourcuff       | Bordeaux               | 7        |

### Hat-tricks
| Jogador           | Para                   | Contra      | Resultado | Data                    | Ref. |
| ----------------- | ---------------------- | ----------- | --------- | ----------------------- | ---- |
| Lisandro López    | Lyon                   | Lille       | 3–4       | 6 de dezembro de 2009   |      |
| Mamadou Niang     | Olympique de Marseille | Nancy       | 3–1       | 21 de fevereiro de 2010 |      |
| Michel Bastos     | Lyon                   | Sochaux     | 4–0       | 21 de fevereiro de 2010 |      |
| Mevlüt Erdinç     | Paris Saint-Germain    | Sochaux     | 4–1       | 13 de março de 2010     |      |
| Issiar Dia        | Nancy                  | Lens        | 5–1       | 28 de março de 2010     |      |
| Toifilou Maoulida | Lens                   | US Boulogne | 3–0       | 10 de abril de 2010     |      |

## Prêmios
|                      | Jogador        | Equipe  |
| -------------------- | -------------- | ------- |
| Melhor jogador       | Lisandro López | Lyon    |
| Melhor jogador jovem | Eden Hazard    | Lille   |
| Melhor goleiro       | Hugo Lloris    | Lyon    |
| Melhor treinador     | Jean Fernandez | Auxerre |

### Jogador do mês UNFP
| Mês       | Jogador        | Equipe                 | Ref. |
| --------- | -------------- | ---------------------- | ---- |
| Agosto    | Lisandro López | Lyon                   |      |
| Setembro  | Hugo Lloris    | Lyon                   |      |
| Outubro   | Ireneusz Jeleń | Auxerre                |      |
| Novembro  | Fabrice Abriel | Olympique de Marseille |      |
| Dezembro  | Jérémie Janot  | Saint-Étienne          |      |
| Janeiro   | Karim Aït-Fana | Montpellier            |      |
| Fevereiro | Hatem Ben Arfa | Olympique de Marseille |      |
| Março     | Eden Hazard    | Lille                  |      |
| Abril     | Lucho González | Olympique de Marseille |      |

### Seleção do Campeonato
| Pos. | Jogador            | Clube                  |
| ---- | ------------------ | ---------------------- |
| G    | Hugo Lloris        | Lyon                   |
| LD   | Rod Fanni          | Rennes                 |
| Z    | Souleymane Diawara | Olympique de Marseille |
| Z    | Michaël Ciani      | Bordeaux               |
| LE   | Benoît Trémoulinas | Bordeaux               |
| M    | Benoît Cheyrou     | Olympique de Marseille |
| M    | Yoann Gourcuff     | Bordeaux               |
| M    | Eden Hazard        | Lille                  |
| A    | Mamadou Niang      | Olympique de Marseille |
| A    | Lisandro López     | Lyon                   |
| A    | Marouane Chamakh   | Bordeaux               |

## Maiores públicos
Estes são os dez maiores públicos do Campeonato:
| Nº | Público | Mandante               | Placar | Visitante           | Estádio         | Data                   | Rodada | Ref.   |
| -- | ------- | ---------------------- | ------ | ------------------- | --------------- | ---------------------- | ------ | ------ |
| 1  | 55 920  | Olympique de Marseille | 0–0    | Bordeaux            | Stade Vélodrome | 30 de agosto de 2009   | 4ª     | [ 3 ]  |
| 2  | 55 808  | Olympique de Marseille | 2–0    | Grenoble            | Stade Vélodrome | 15 de maio de 2010     | 38ª    | [ 4 ]  |
| 3  | 55 623  | Olympique de Marseille | 1–0    | Paris Saint-Germain | Stade Vélodrome | 20 de novembro de 2009 | 10ª    | [ 5 ]  |
| 4  | 55 377  | Olympique de Marseille | 3–1    | Rennes              | Stade Vélodrome | 5 de maio de 2010      | 36ª    | [ 6 ]  |
| 5  | 55 056  | Olympique de Marseille | 1–0    | Saint-Étienne       | Stade Vélodrome | 25 de abril de 2010    | 34ª    | [ 7 ]  |
| 6  | 54 839  | Olympique de Marseille | 1–0    | Lens                | Stade Vélodrome | 4 de abril de 2010     | 31ª    | [ 8 ]  |
| 7  | 53 340  | Olympique de Marseille | 1–1    | Toulouse            | Stade Vélodrome | 31 de outubro de 2010  | 12ª    | [ 9 ]  |
| 8  | 52 557  | Olympique de Marseille | 2–1    | Lyon                | Stade Vélodrome | 21 de março de 2010    | 29ª    | [ 10 ] |
| 9  | 52 351  | Olympique de Marseille | 4–2    | Montpellier         | Stade Vélodrome | 19 de setembro de 2009 | 6ª     | [ 11 ] |
| 10 | 51 229  | Olympique de Marseille | 4–1    | Nice                | Stade Vélodrome | 11 de abril de 2010    | 32ª    | [ 12 ] |

## Médias de público
Estas são as médias de público dos clubes no Campeonato. Considera-se apenas os jogos da equipe como mandante:
| Pos. | Time                   | Média  | Total   | Mandos | Maior  | Menor  |
| ---- | ---------------------- | ------ | ------- | ------ | ------ | ------ |
| 1    | Olympique de Marseille | 50 045 | 950 854 | 19     | 55 920 | 26 971 |
| 2    | Lyon                   | 35 767 | 679 567 | 19     | 38 593 | 31 745 |
| 3    | Lens                   | 34 197 | 649 737 | 19     | 41 052 | 29 784 |
| 4    | Paris Saint-Germain    | 33 266 | 632 055 | 18     | 44 778 | 29 249 |
| 5    | Bordeaux               | 29 267 | 556 076 | 19     | 32 952 | 20 868 |
| 6    | Saint-Étienne          | 26 331 | 500 297 | 19     | 34 342 | 21 518 |
| 7    | Rennes                 | 22 660 | 430 541 | 19     | 28 631 | 17 265 |
| 8    | Toulouse               | 19 176 | 364 353 | 19     | 28 352 | 12 152 |
| 9    | Montpellier            | 17 981 | 341 639 | 18     | 29 312 | 12 958 |
| 10   | Nancy                  | 16 313 | 309 941 | 19     | 20 057 | 13 878 |
| 11   | Lille                  | 14 933 | 283 736 | 19     | 17 688 | 13 043 |
| 12   | Grenoble               | 13 910 | 264 289 | 19     | 19 626 | 12 386 |
| 13   | Sochaux                | 13 309 | 252 872 | 19     | 19 992 | 10 321 |
| 14   | Auxerre                | 12 338 | 234 421 | 19     | 20 005 | 6 677  |
| 15   | Lorient                | 12 208 | 231 956 | 19     | 16 337 | 8 736  |
| 16   | US Boulogne            | 12 134 | 230 541 | 19     | 15 242 | 10 452 |
| 17   | Valenciennes           | 12 123 | 230 329 | 19     | 16 208 | 10 224 |
| 18   | Le Mans                | 9 215  | 175 077 | 19     | 16 309 | 7 144  |
| 19   | Nice                   | 8 714  | 165 572 | 18     | 15 047 | 7 001  |
| 20   | Monaco                 | 7 894  | 149 978 | 19     | 13 063 | 5 358  |